# Lauren Henry
Lauren Henry (Coventry, 21 de diciembre de 2001) es una deportista británica que compitió en remo.
Participó en los Juegos Olímpicos de París 2024, obteniendo una medalla de oro en la prueba de cuatro scull.
Ganó una medalla de oro en el Campeonato Mundial de Remo de 2023 y tres medallas en el Campeonato Europeo de Remo entre los años 2023 y 2025.

## Palmarés internacional
| Juegos Olímpicos   | Juegos Olímpicos   | Juegos Olímpicos  | Juegos Olímpicos |
| Año                | Lugar              | Medalla           | Prueba           |
| ------------------ | ------------------ | ----------------- | ---------------- |
| 2024               | París (Francia)    | Medalla de oro    | Cuatro scull     |
| Campeonato Mundial |                    |                   |                  |
| Año                | Lugar              | Medalla           | Prueba           |
| 2023               | Belgrado (Serbia)  | Medalla de oro    | Cuatro scull     |
| Campeonato Europeo |                    |                   |                  |
| Año                | Lugar              | Medalla           | Prueba           |
| 2023               | Bled (Eslovenia)   | Medalla de bronce | Cuatro scull     |
| 2024               | Szeged (Hungría)   | Medalla de oro    | Cuatro scull     |
| 2025               | Plovdiv (Bulgaria) | Medalla de oro    | Scull individual |